# ジョン・ジャーヴィス (初代セント・ヴィンセント伯爵)

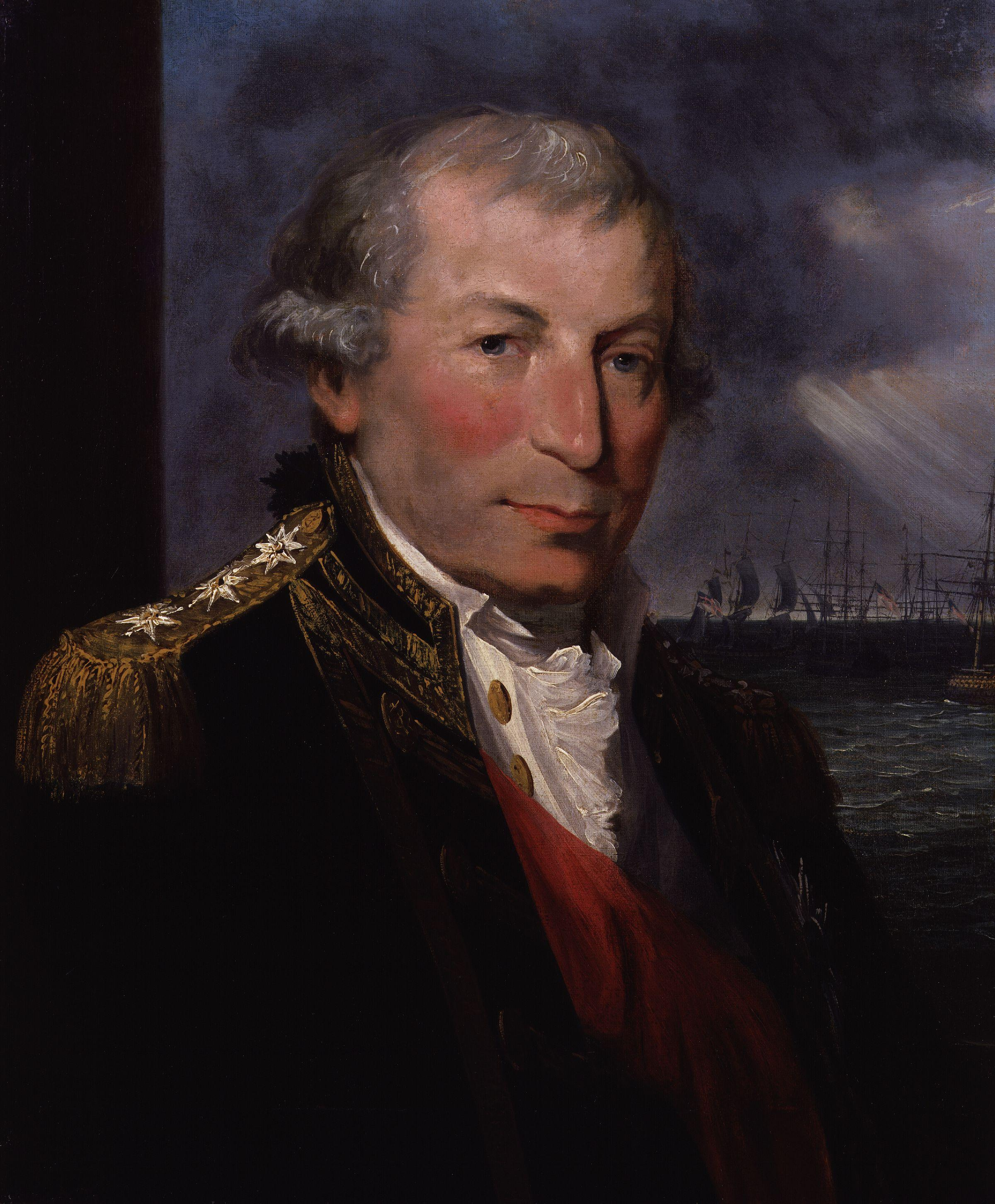
セント・ヴィンセント伯爵
ジョン・ジャーヴィス

初代セント・ヴィンセント伯爵ジョン・ジャーヴィス（John Jervis,1st Earl of St Vincent,GCB PC、1735年1月9日 - 1823年3月14日）は、イギリス海軍の提督。イギリス海軍元帥、バス勲爵士（GCB）、枢密顧問官。アメリカ独立戦争時には艦長として、フランス革命戦争には提督として従軍した。ナポレオン戦争の時は海軍大臣として海軍軍政を担い、イギリス海軍の最終的な勝利に貢献した。

## 経歴
ジャーヴィスはスタッフォードシャー州ミーフォード（Meaford）に生まれ、1749年に海軍に入隊した。彼は1755年に士官となり、1759年に「アブラハム平原の戦い（Battle of the Plains of Abraham）」（カナダ・ケベック州の攻略）に参加した。1760年には勅任艦長となり、以後地中海やイギリス海峡でさまざまな船を指揮した。1769年2月から指揮した軍艦「アラーム」は、1770年5月1日、フランスのマルセイユ沖で嵐により破壊されそうになったが、フランスの港湾長ジョルジュ・レネー・ル・ペレ・ド・プレヴィルによって救助された。その後、ジャーヴィスは海軍卿の感謝の手紙を彼に渡すために「アラーム」でマルセイユを訪問した。
ジャーヴィスはアメリカ独立戦争を艦長として戦い抜き、1778年のウェサン島の海戦（第一次）に参加した。
ジャーヴィスは1782年のフランス艦「ペガーズ」捕獲の功績によって、バス勲章を授与され、ナイトに叙せられた。そしてその翌年、ホイッグ党の下院議員となった。
1787年に彼は艦隊の指揮を任されるようになった。1788年、彼はいとこのマーサ・パーカーと結婚した。フランス革命戦争の勃発にともない、彼は西インド諸島で任務に就き、フランス領の島を攻略する陸軍とともに行動した。1795年に本国に帰還するとともに彼は提督に昇進した。11月には地中海艦隊を指揮してトゥーロンの封鎖を維持し、同盟国イタリアを助けた。
彼は1796年から1799年まで地中海艦隊の司令長官を務めた。彼の主要な任務の1つは、カディスのスペイン艦隊の監視であった。彼は1797年のサン・ビセンテ（英語名セント・ヴィンセント）岬の海戦でスペイン艦隊を撃破した。この勝利によって彼はスタッフォード・カウンティ、ミーフォード（Meaford）の「ジャーヴィス男爵」となり、また「セント・ヴィンセント伯爵」の称号を得た。
その同じ年、「スピットヘッドとノアの反乱」がイギリス海軍を脅かした。彼は先見と厳格な刑罰、水兵に対しては鞭打ちや絞首刑、士官に対しては他の者の面前での叱責により率いる部隊で反乱が発生することを未然に防いだ。叱責を受けた士官の一人、ジョン・オード卿が彼に決闘を挑むことにもなったが、結果的に彼は海軍の規律をかつてないほどに上げることに成功した。彼はまた、優れた士官を登用して部隊の能力を向上させることにも秀でており、ネルソン卿によるナイルの海戦の勝利なども彼に拠るところが大きい。
1799年、健康を害して一時的に軍務から退いたが、翌年には復帰し、1801年には海軍大臣（en:First Lord of the Admiralty）となった。また、スタッフォード郡ミーフォード（Meaford）のセント・ヴィンセント子爵となった。1806年から1807年まで海峡艦隊司令長官を務め、1811年に現役を退いた。また、1821年のジョージ4世の即位式に合わせてイギリス海軍元帥に昇進した。
彼が1823年に亡くなったとき、ジャーヴィス男爵とセント・ヴィンセント伯爵は廃絶となったが、セント・ヴィンセント子爵は甥のエドワード・ジャーヴィスが継承した。
彼の記念碑はセント・ポール大聖堂にある。また、彼のさまざまな時期の肖像画が数多く残されている。
「諸卿、『フランスは攻めてこない』とは私には申せません。しかしひとつ申せますのは、『フランスは海からは攻めてこられない』ということです（I do not say, my Lords, that the French will not come. I say only they will not come by sea）」（1801年の上院における海軍大臣演説）